# CRIRES
En astronomie, CRIRES (Cryogenic high-resolution infrared echelle spectrograph en anglais, c'est-à-dire « Spectrographe échelle infrarouge à haute résolution cryogénique ») est le nom d'un spectrographe proche-infrarouge cryogénique à haute résolution spectrale. Cet instrument était installé sur le foyer Nasmyth «A» du premier télescope du VLT : UT1 (c'est-à-dire Unit Telescope 1). CRIRES a été le dernier instrument de la première génération installée au VLT. Il s'agit d'un spectrographe fonctionnant dans l'infrarouge permettant d'atteindre une résolution spectrale de 100 000 et utilisant l'optique adaptative grâce à MACAO.
En juillet 2014 il a été déposé en vue d'une amélioration de ses performances (CRIRES+). L'installation de CRIRES+ a commencé début 2020 sur le foyer Nasmyth "B" de l'UT3. Sa mise en service officielle a eu lieu le 1er octobre 2021.